# خراب أبو غالب
خراب أبو غالب قرية سورية تتبع ناحية المعبدة في منطقة المالكية التابعة لمحافظة الحسكة في أقصى شمال شرق سورية. بلغ عدد سكانها 1388 نسمة عام 2004.تقع على بعد 28 كم جنوب غرب مدينة المالكية قرب حقول نفط رميلان. فيها العديد من أبار النفط ومحطات ضخ النفط مما جعلها عرضة للتلوث بسبب النفط والمياه المالحة المرافقة لإنتاج النفط.